# Lintwormen
Lintwormen (Cestoda) zijn een klasse van platwormen (Platyhelminthes) en vormen een zeer gevarieerde groep van parasieten die bij dieren en mensen kunnen voorkomen. De meeste soorten hebben een uiterst plat en dun maar zeer lang lichaam, bestaande uit veel vergelijkbare eenheden waarin eitjes zijn opgeslagen die regelmatig in het milieu worden uitgescheiden om andere organismen te infecteren.
Veel lintwormen hebben door hun parasitische levenswijze een complexe levenscyclus. Ze groeien en planten zich voort in de spijsverteringorganen van een dierlijke gastheer, soms jarenlang. Het larvale levensstadium vindt meestal plaats in een andere gastheer, bijvoorbeeld een ongewervelde. Sommige lintwormen zijn gastheerspecifiek, andere parasiteren juist op veel verschillende gastheren. Er zijn ongeveer zesduizend soorten beschreven.

## Bouw
Lintwormen zijn lintvormig, meestal wit of geelachtig en verdeeld in korte segmenten (of geledingen) de zogenaamde proglottiden, die kort en breed of smal en lang zijn. Een volwassen lintworm bestaat uit een groot aantal proglottiden die bij sommige soorten samen wel 30 meter lang kunnen worden. Gedurende het hele leven van de lintworm worden er nieuwe proglottiden bijgemaakt, meestal vlak achter de kop of scolex. Iedere proglottide groeit zodoende verder van de scolex af naarmate er meer van bovenaf bijgemaakt worden. De kop hecht zich doorgaans aan de darmwand. Onder de kop bevindt zich de halsstreek waarin de proglottiden zich vormen, die vrijwel geheel in beslag worden genomen door ovaria. Aangezien de lintworm tweeslachtig is, bevatten de proglottiden ook de mannelijke reproductieorganen. Zelfbevruchting komt voor, zodat reproductie mogelijk is als er maar een worm aanwezig is in het maag-darmstelsel. Een volgroeide proglottide bevat een groot aantal eitjes. Na loskoppeling worden de proglottiden mee afgegeven aan de ontlasting.

## Mens
De mens kan geïnfecteerd raken met diverse lintwormsoorten, bijvoorbeeld bij het eten van onvoldoende verhit vlees. Varkensvlees geeft vooral kans op Taenia solium, rundvlees op T. saginata en vis op soorten uit het geslacht Diphyllobothrium. Bij voedsel dat in onhygiënische omstandigheden bereid is, vormt Echinococcus een risico. Sinds de jaren 1900 worden lintwormen aangeprezen als een mogelijke manier om af te slanken, maar hiervoor is geen bewijs gevonden.

## Voorkomende soorten bij dieren
- kattenlintworm (Taenia taeniaeformis)
- hondenlintworm (Dipylidium caninum)
- vislintworm (Diphyllobothrium latum)
- vossenlintworm (Echinococcus multilocularis)

## Levenscyclus
Lintwormen hebben meestal een ingewikkelde levensloop waarbij twee of soms nog meer gastheren betrokken zijn: de lintworm moet voor zijn ontwikkeling in verschillende dieren verblijven. De lintworm in de darm legt eitjes in enorme aantallen, die in de ontlasting naar buiten komen en door andere dieren (b.v. vee) worden opgegeten als de mest op planten terechtkomt. In deze tweede gastheer ontwikkelt zich dan geen lintworm maar een lintwormcyste: een holte in een orgaan, van binnen besmet met lintwormkoppen. Wordt de koe nu opgegeten zonder het vlees eerst goed te verhitten, dan ontstaat in de darm van de eter weer de lange platte gelede vorm van de lintworm.

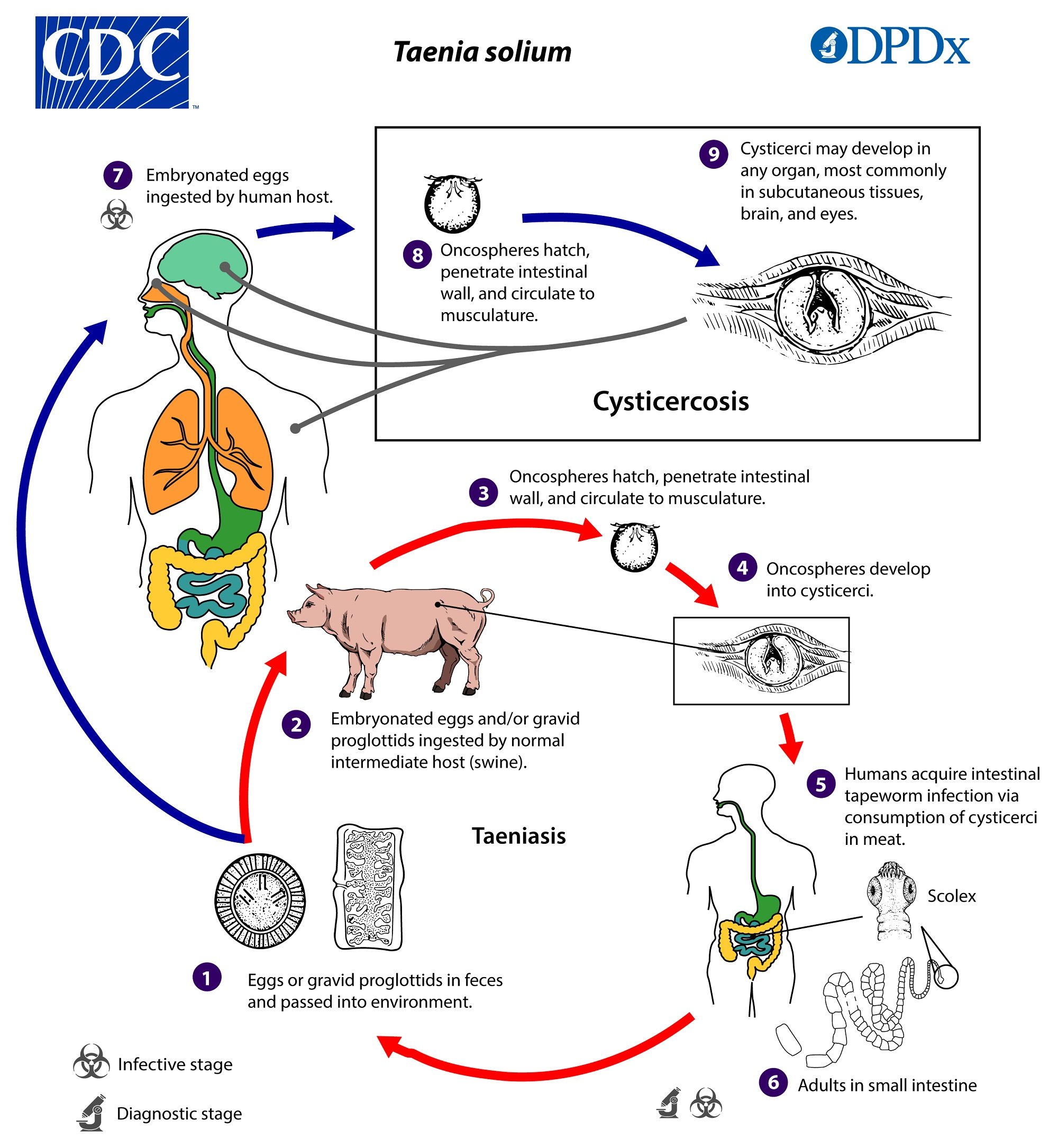
Levenscyclus van de varkenslintworm

Kattenlintwormen hebben een cyclus waarin kattenvlooien als tussengastheer optreden. Veel prooidier-predatorsystemen hebben samen op deze manier lintwormen. De brede vislintworm Diphyllobothrium latum is een lintworm die mensen en vissen als gastheer heeft. De mens is in veel gevallen een toevallige gastheer. Verspreiding van menselijke lintwormen is zeldzaam omdat menselijke ontlasting in de westerse landen niet meer in de velden wordt gedeponeerd. Een soort die voor de mens levensgevaarlijk kan zijn, is de vossenlintworm (Echinococcus multilocularis).

## Symptomen
Het is een misverstand dat iedereen met een lintworm veel gewicht verliest; behalve wat vage maag-darmklachten merkt men het over het algemeen helemaal niet, behalve als de proglottiden van de worm met de ontlasting naar buiten komen.
De lintwormcysten zijn gevaarlijker, vooral als ze in de hersenen zitten. Andere voorkeursplaatsen zijn longen en lever. Op de Balkan worden dergelijke cysten nog weleens waargenomen; in Nederland zijn ze een zeldzaamheid. Bij operatieve behandeling moet ervoor worden gewaakt dat de cysten niet op zo'n manier stuk gaan dat de inhoud zich door het lichaam kan verspreiden, bijvoorbeeld via de bloedsomloop of in de vrije buikholte; dit kan hevige allergische reacties tot gevolg hebben.
Er zijn krachtige wormendodende middelen (vermiciden), zoals praziquantel, niclosamide en mebendazol die tegen de darmwormen meestal zeer effectief zijn; behandeling van de cysten is weleens complexer, vooral als ze groot zijn of op riskante plaatsen zitten.

## Taxonomische indeling
Binnen de klasse van de Cestoda (lintwormen in ruime zin) worden twee ordes (vaak ook onderklassen genoemd) onderscheiden, de Cestodaria en de Eucestoda. De eerste groep is een soort vergaarbak van minder ontwikkelde type lintwormen, waarvan de verwantschap niet is opgehelderd. Dit geldt overigens voor de hele groep. De taxonomybrowser onderscheidt meer dan 100 taxa waaronder 15 tot 17 superfamilies.
Hier is gekozen voor een bruikbare, overzichtelijke indeling:
- Orde Cestodaria
  - Superfamilie Gyrocotylidea
  - Superfamilie Amphilinidea
- Orde Eucestoda
  - Superfamilie Cyclophyllidea (met onder andere de familie Taeniidae, de "echte lintwormen")
  - Superfamilie Proteocephalata
  - Superfamilie Pseudophyllidea (met onder andere de familie Diphyllobothriidae, lintwormen bij vooral vissen)
  - Superfamilie Tetraphyllidea
  - Superfamilie Trypanorhyncha

### Indeling WoRMS
WoRMS houdt de volgende indeling in taxa aan:
- Onderklasse Cestodaria
  - Orde Amphilinidea
    - Familie Amphilinidae Claus, 1879
      - = Schizochoeridae Poche, 1922

  - Orde Gyrocotylidea
    - Familie Gyrocotylidae Benham, 1901
- Onderklasse Eucestoda
  - Orde Bothriocephalidea
    - Familie Bothriocephalidae Blanchard, 1849
    - Familie Echinophallidae Schumacher, 1914
    - Familie Triaenophoridae Lönnberg, 1889
      - = Philobythiidae Campbell, 1977

  - Orde Caryophyllidea
    - Familie Caryophyllaeidae Leuckart, 1878

  - Orde Cathetocephalidea
    - Familie Cathetocephalidae Dailey & Overstreet, 1973,

  - Orde Cyclophyllidea
    - Familie Amabiliidae Braun, 1900
    - Familie Davaineidae Braun, 1900
    - Familie Dilepididae Railliet & Henry, 1909
    - Familie Diploposthidae Poche, 1926
    - Familie Gryporhynchidae Spassky & Spasskaya, 1973
    - Familie Hymenolepididae Ariola, 1899
    - Familie Progynotaeniidae Fuhrmann, 1936

  - Orde Diphyllidea
    - Familie Echinobothriidae Perrier, 1897
      - = Ditrachybothridiidae Schmidt, 1970

  - Orde Diphyllobothriidea
    - Familie Diphyllobothriidae Lühe, 1910

  - Orde Lecanicephalidea
    - Familie Aberrapecidae Jensen, Caira, Cielocha, Littlewood & Waeschenbach, 2016
    - Familie Cephalobothriidae Pintner, 1928
      - = Adelobothriidae Yamaguti, 1959

    - Familie Eniochobothriidae Jensen, Caira, Cielocha, Littlewood & Waeschenbach, 2016
    - Familie Paraberrapecidae Jensen, Caira, Cielocha, Littlewood & Waeschenbach, 2016
    - Familie Tetragonocephalidae Yamaguti, 1959
    - Familie Zanobatocestidae Jensen, Caira, Cielocha, Littlewood & Waeschenbach, 2016

  - Orde Litobothriidea
  - Orde Spathebothriidea
    - Familie Acrobothriidae Olsson, 1872

  - Orde Tetrabothriidea
    - Familie Tetrabothriidae

  - Orde Tetraphyllidea
    - Familie Balanobothriidae Pintner, 1928
    - Familie Calliobothriidae Perrier, 1897
    - Familie Gastrolecithidae Euzet, 1955
      - = Reesiidae Euzet, 1959

    - Familie Rhoptrobothriidae Caira, Jensen & Ruhnke, 2017
    - Familie Serendipidae Brooks & Barriga, 1995
      - = Glyphobothriidae Monks, Pulido-Flores & Gardner, 2015

    - Familie Shindeobothriiidae Shinde & Chincholikar, 1975
    - Familie Tetraphyllidea incertae sedis

  - Orde Trypanorhyncha
    - Familie Trypanorhyncha incertae sedis

  - Orde Eucestoda incertae sedis

### Synoniemen
- Proteocephalidea => Onchoproteocephalidea
- Pseudophyllidea => Diphyllobothriidea of Bothriocephalidea

## De twee meest voorkomende soorten bij de mens
- varkenslintworm (Taenia solium)
- runderlintworm (Taenia saginata)

De varkenslintworm komt in westerse en islamitische landen bij mensen maar zelden voor. In West-Europa wordt de varkenslintworm als verdwenen beschouwd.
In West-Europese landen komt de runderlintworm in sommige landen nog veelvuldig voor, zoals in België (ca. 13.000 behandelingen per jaar), Nederland (ca. 20.000 behandelingen) en Duitsland (ca. 80.000 behandelingen). In andere landen, zoals Denemarken (1.000 behandelingen) is ook de runderlintworm een zeldzaamheid.